# Pare

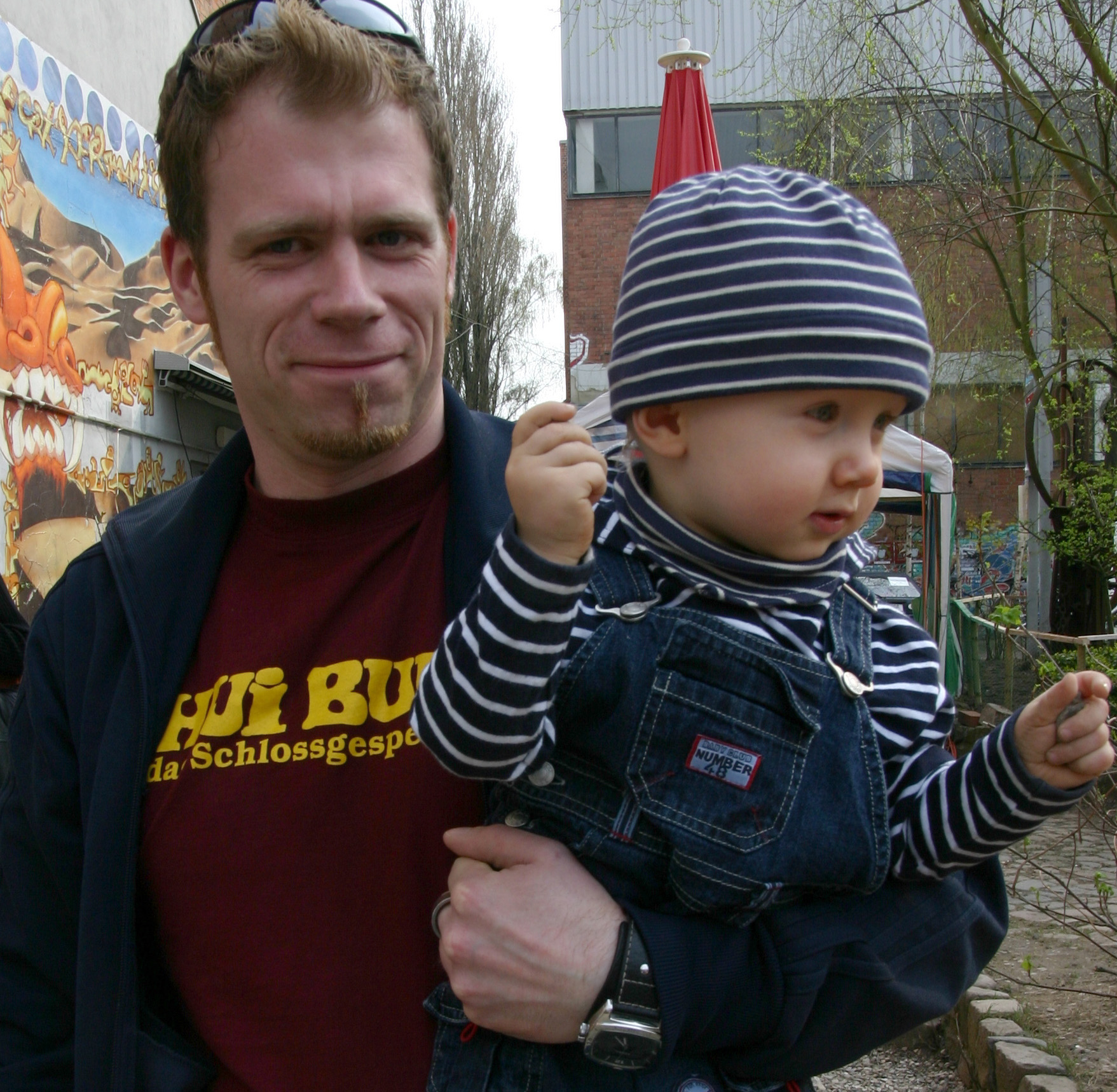
Un pare amb el seu fill

El pare és l'individu mascle dels animals que fertilitza un ou o un òvul que dona lloc a un nou individu, que és el seu fill. En algunes espècies no existeix cap altra relació paternofilial, ni tan sols se sap qui és el pare de cada individu. En d'altres, pot tenir un rol a la família o a la tribu. En molts animals l'interès del mascle consisteix únicament a copul·lar amb femelles, cosa que dona poder, autoritat o popularitat entre la tribu; però després són únicament les femelles les que cuiden la criatura.

## Els pares humans
En el cas dels humans, tradicionalment, en algunes cultures, els individus s'han agrupat en nuclis mínims formats per un pare, una mare i els fills d'ambdós. En altres cultures però l'organització social i familiar és diferent. L'antropòleg Maurice Godelier opina que l'espècie humana és una de les que té més consciència de la paternitat, però pot atorgar aquest títol a diverses figures segons l'esquema de parentiu de cada cultura. Actualment, a la cultura occidental es pot considerar que el pare és el mascle que pot fer de progenitor masculí. Les funcions d'un pare varien segons l'època i la zona però inclouen sobretot l'amor, l'educació, la primera sociabilització i la cura fins a la seva majoria d'edat. Als humans de vegades es diferencia entre pare biològic; l'esperma del qual ha participat, junt a un òvul, a la formació del fetus; i pare adoptiu, putatiu, etc., que s'ocupa del nen i que sovint és la parella de la seva mare.